# Thorsten Flinck
Thorsten Flinck (født 17. april 1961) er en svensk skuespiller, instruktør og musiker. Han er bedst kendt for sin adskillige skurkeroller og for sin uhyrlige personlighed både på scenen og i det virkelige liv. Mellem 1986 og 2002 var han ansat på teateret Dramaten.

## Udvalgt filmografi
- Peters baby (tv-serie, 1978)
- Babels hus (tv-serie, 1981)
- Min pappa är Tarzan (1986)
- Strul (1988)
- Kråsnålen (tv-serie, 1988)
- Kalle Stropp och Grodan Boll på svindlande äventyr (animationsfilm, 1991)
- Nordexpressen (1992)
- Sommeren (1995)
- Bjørnens søn (1997)
- Livet for enhver pris (1998, kun stemme)
- Et hul i mit hjerte (2004)
- Blodsbrødre (2005)
- Uro (2006)
- Anno 1790 (tv-serie, 2011)
- Jimmy Jones (2018)
- The Last Priest (kortfilm, 2020)